# Слободка-Глушковецкая
Слободка-Глушковецкая (укр. Слобідка-Глушковецька) — село в Ярмолинецком районе Хмельницкой области Украины.
Население по переписи 2001 года составляло 286 человек. Почтовый индекс — 32160. Телефонный код — 3853. Занимает площадь 1,575 км².

## Местный совет
32160, Хмельницкая обл., Ярмолинецкий р-н, с. Глушковцы